# Phytotoma
Phytotoma is een geslacht van vogels uit de familie cotinga's (Cotingidae). Het geslacht telt drie soorten.

## Soorten
- Phytotoma raimondii – Peruaanse zaagvink
- Phytotoma rara – Roodstaartzaagvink
- Phytotoma rutila – Rosse zaagvink